# Unruhen in Frankreich 2023
Zu den gewaltsamen Unruhen in Frankreich 2023 kam es nach der Tötung des Jugendlichen Nahel Merzouk am 27. Juni 2023 in Nanterre durch die Polizei. Bereits in der ersten Nacht nach dem Vorfall begannen Tausende von Jugendlichen, darunter viele mit Migrationshintergrund, im Großraum Paris zu revoltieren und es entwickelten sich tagelang anhaltende Ausschreitungen auch in zahlreichen anderen Städten Frankreichs. Nach Angaben des französischen Innenministeriums wurden fast 1000 Gebäude, darunter Rathäuser, Schulen, sowie mehr als 5000 Fahrzeuge und rund 250 Polizeistationen beschädigt oder in Brand gesteckt.

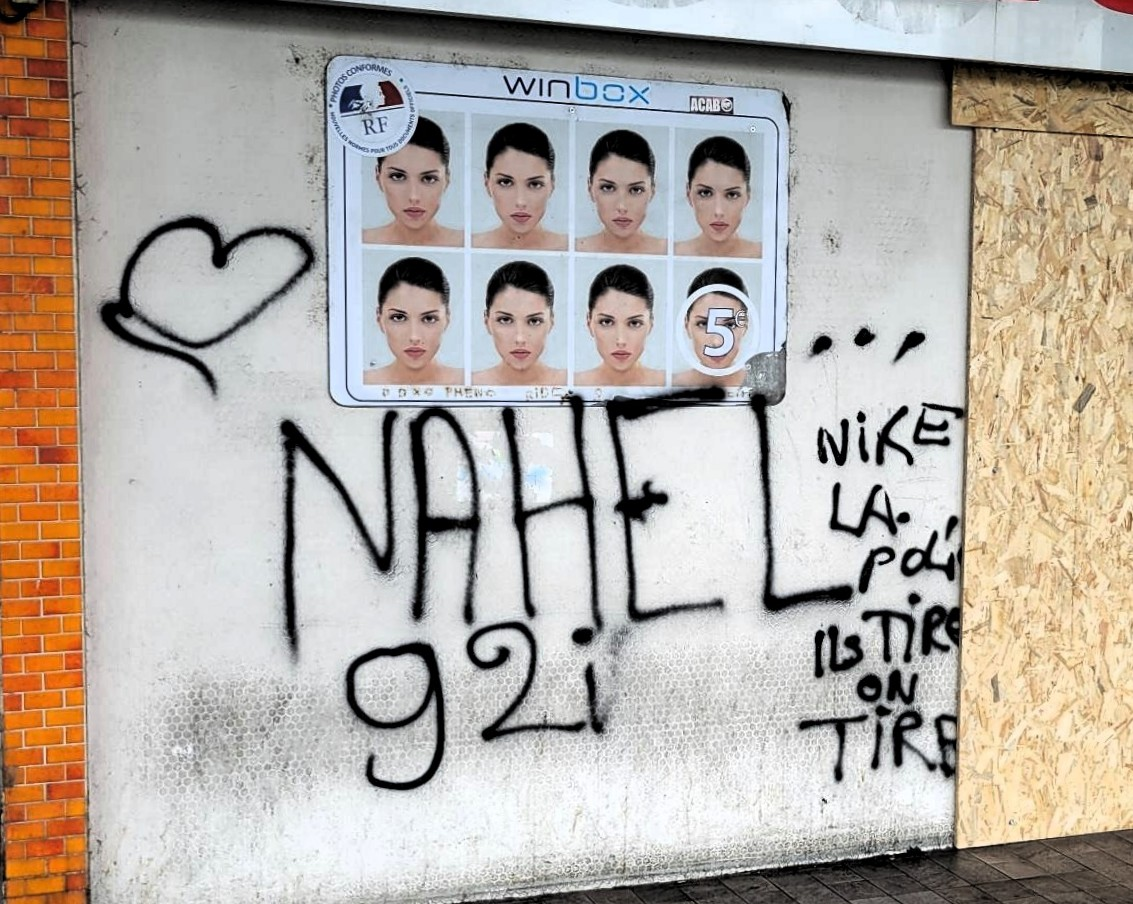
Schriftzug im Stadtteil Planoise von Besançon; „Nike [nique] la police; ils tirent, on tire“ („Fickt die Polizei; sie schießen, wir schießen“)

## Hintergrund
Während seiner Amtszeit als Innenminister 2002 bis 2005 gab der spätere Staatspräsident Nicolas Sarkozy das Konzept einer bürgernahen Polizei (Police de proximité) auf, und es wurde fortan auf mehr Konfrontation gesetzt. 2005 kam es zu mehrwöchigen, landesweiten Ausschreitungen, nachdem in Clichy-sous-Bois zwei Jugendliche bei einer Verfolgung durch die Polizei ums Leben gekommen waren.
Diese Ereignisse führten zu öffentlichen Debatten über die geographische und soziale Ausgrenzung sowie die Stigmatisierung der Banlieues. Doch konkrete Maßnahmen blieben aus. Experten erklärten, dass die Behörden die Anschuldigungen von Menschenrechtsgruppen wegen institutionellen Rassismus durch Gewalt, Racial Profiling und Fragen zu Rekrutierung, Ausbildung und Polizeidoktrin nicht länger ignorieren könnten.
Studien belegten laut Medienangaben, dass Polizeistrategien in Frankreich konfrontativer und weniger deeskalierend angelegt seien als in anderen europäischen Ländern.
Nach einer Reihe islamistisch motivierter Attentate in Frankreich wurde 2017 ein umstrittenes Polizeigesetz (Article L435-1 du Code de la sécurité intérieure «Loi Cazeneuve») erlassen, welches Polizisten erlaubt, bei „Nichtbefolgung polizeilicher Anordnungen“ zu schießen – auch, wenn ihnen keine unmittelbare Gefahr droht. Es reicht aus, dass der Polizist eine künftige Straftat vermutet.
Allein im Jahr 2022 erschossen französische Polizisten bei Verkehrskontrollen 13 Menschen.
Auslöser der Unruhen 2023 war die Tötung von Nahel Merzouk, eines 17-jährigen französischen Staatsbürgers mit algerischer Abstammung, durch die Polizei. Er war am Morgen des 27. Juni im Verlaufe einer Verkehrskontrolle im Pariser Vorort Nanterre aus kurzer Distanz auf dem Fahrersitz eines Autos erschossen worden. Nachdem sich ein Video mit der Tötung des Jugendlichen in den sozialen Medien verbreitet hatte, das zu den von Polizei und Staatsanwaltschaft zum Ablauf des Vorfalls gemachten Angaben in Widerspruch stand, kam es noch am selben Tag unter arabischen und afrikanischstämmigen Jugendlichen in den Vorstädten zu Protesten und gewalttätigen Ausschreitungen.
Die öffentliche Empörung fachte die Debatte um das Vorgehen der Polizei erneut an. Am 28. Juni 2023 nannte Präsident Emmanuel Macron den Tod des Jugendlichen „unerklärlich“ und „unentschuldbar“ und die Nationalversammlung hielt eine Schweigeminute zum Gedenken an ihn und zur Unterstützung seiner Eltern und Angehörigen.

## Verlauf der Unruhen

### In Frankreich

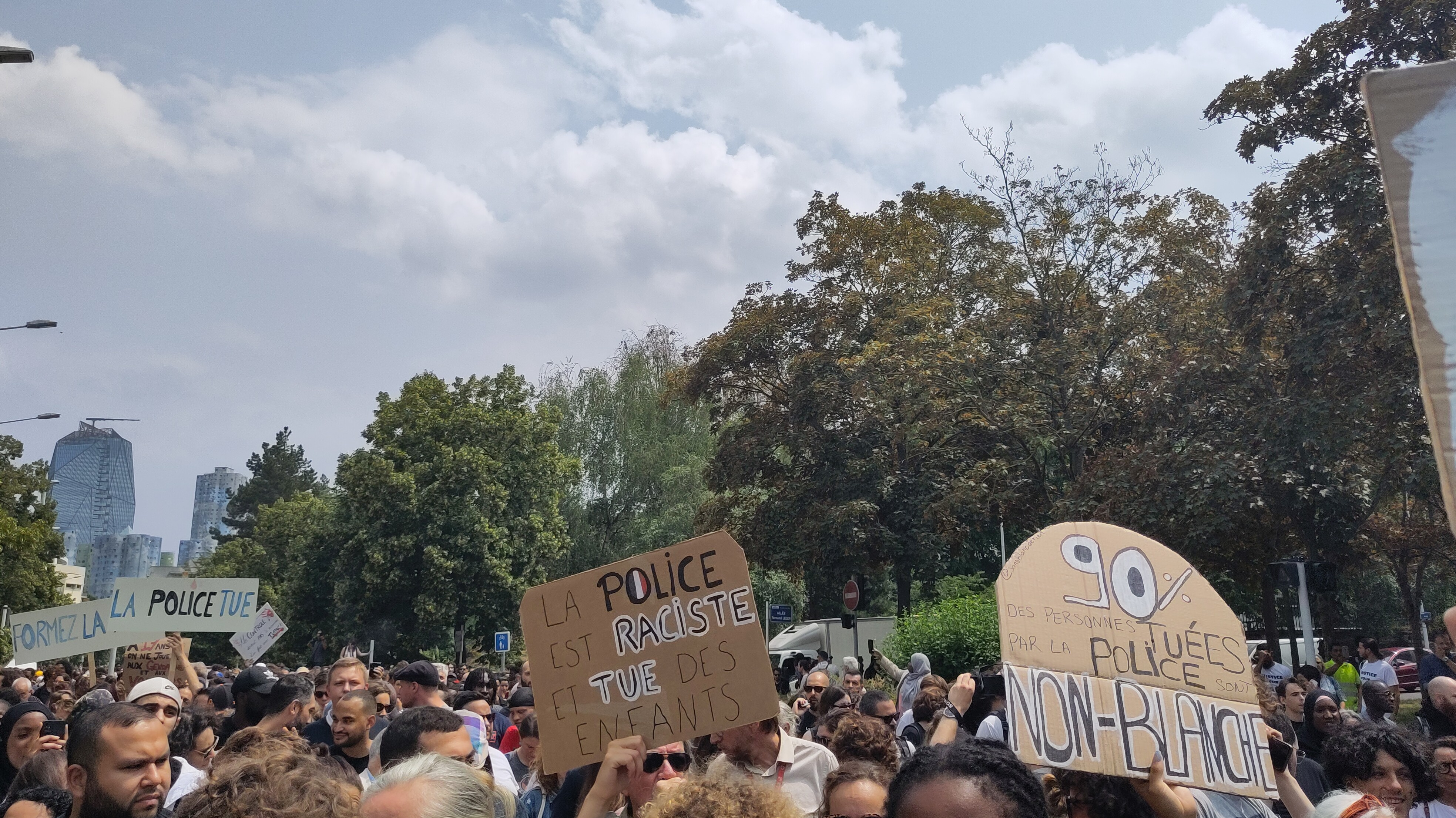
„Weißer Marsch“ gegen Polizeigewalt zieht am 29. Juni 2023 durch Nanterre – „La police [française] est raciste et tue des enfants“ (Die französische Polizei ist rassistisch und tötet Kinder), „90% des personnes tuées par la police sont non-blanche[s]“ (90 % der von der Polizei getöteten Menschen sind Nicht-Weiße)

Am 29. Juni 2023 fand in Nanterre ein Weißer Marsch zum Gedenken an Nahel Merzouk statt, der im Picasso-Distrikt von Nanterre begann, einem besonders benachteiligten Stadtteil, und zur Präfektur in Nanterre führte. Zu der Veranstaltung hatte seine Mutter aufgerufen, die auf einem Lkw den Marsch anführte. An ihrer Seite nahmen zahlreiche bekannte Aktivisten des Kampfes gegen Polizeigewalt teil. Viele Demonstranten hielten Plakate hoch mit Losungen wie „Die Polizei tötet“ und „Gerechtigkeit für Nahel“. Von den mehr als 6000 Teilnehmern waren 1000 junge Männer, darunter viele mit Migrationshintergrund, die nach der Auflösung des Zuges vor der Präfektur die Konfrontation mit der Polizei suchten.
Proteste und gewalttätige Ausschreitungen weiteten sich auf mehrere französische Städte. Die Regierung unter Präsident Macron entschied, bis zu 45.000 zusätzliche Polizisten zu mobilisieren.
In einem Aufruf in Form eines Pressekommuniqués vom 30. Juni 2023 erklären sich die beiden Polizeigewerkschaften ‚Alliance Police Nationale‘ und ‚UNSA Police‘, die über 50 Prozent der französischen Polizeikräfte repräsentieren, „im Krieg“, sprachen von der nötigen Bekämpfung von „Schädlingen“ sowie von „Horden von Wilden“ und drohten der Politik relativ offen: „Morgen werden wir im Widerstand sein und die Regierung sollte sich dessen bewusst sein.“
Auch in der Nacht zum 1. Juli kam es erneut zu Gewalt, Bränden, Plünderungen, Beschuss mit Feuerwerkskörpern und Gewalttätigkeiten, z. B. in Lyon, Marseille und Grenoble, wobei 1311 Menschen festgenommen wurden.
Zwei Konzerte von Mylène Farmer im Stade de France in Saint-Denis mit jeweils ca. 90.000 Besuchern wurden kurzfristig abgesagt, da Polizisten an anderen Stellen benötigt wurden. Auch andere Großveranstaltungen fanden nicht mehr statt. Nach Nahel Merzouks Beerdigung flauten die Proteste ab.
Zusätzlich zu Hunderten von Verletzten starb bei den Unruhen ein 19-Jähriger, der in Le Petit-Quevilly bei Rouen vom Dach eines Supermarktes stürzte.
In Marseille brach in der Nacht vom 1. auf den 2. Juli ein Motorrollerfahrer tot zusammen. Im Krankenhaus wurde bei dem 27-jährigen Familienvater eine Verletzung im Brustbereich festgestellt. Die Staatsanwaltschaft gab bekannt, der Tod des Mannes sei wahrscheinlich durch ein Hartgummigeschoss vom Typ Flashball verursacht worden, wie es von der Polizei eingesetzt wird, und eröffnete ein Ermittlungsverfahren.
In der Nacht auf den 2. Juli kam es zu einem Angriff auf das Haus des Bürgermeisters von L’Haÿ-les-Roses, Vincent Jeanbrun. Die zunächst unbekannten Täter durchbrachen das Tor zum Grundstück mit einem Auto; anschließend setzten sie es sowie das Familienfahrzeug des Politikers und die Mülltonne in Brand. Jeanbruns Frau und ihre beiden Kinder wurden auf der Flucht mit Feuerwerkskörpern beschossen und dabei zum Teil verletzt.
Die Staatsanwaltschaft nahm Ermittlungen wegen versuchten Mordes auf.
Militante Gruppen der identitären-nationalistischen Extrem-Rechten marschierten in den Vororten mehrerer Städte, darunter Lyon, Marseille, Chambéry, Angers und Lorient. Die gewalttätigen Gruppierungen versuchten sich, als „Bürgerwehren“ in Szene zu setzen und dadurch an Zulauf zu gewinnen. Auch auf den Champs-Élysées in Paris waren rechtsextreme Militante zu sehen.
In Lorient legte am 30. Juni eine Gruppe maskierter und vermummter Personen, die sich als „Anti-Randalierer-Brigade“ ausgab, „Jugendlichen Handschellen an, bevor sie sie der Polizei übergaben“. Dort prüft die Marine Nationale Berichte über Soldaten, die maskiert und in Zivil Randalierer angegriffen haben sollen.
In Angers leitete die Staatsanwaltschaft ein Ermittlungsverfahren wegen „bewaffneter Zusammenrottung“ (attroupements armés) ein. Aktivisten, der verbotenen „Identitären“-Organisation „Alvarium“ hatten sich mit Schlagstöcken und Stichwaffen bewaffnet, um Protestierende anzugreifen. Die Staatsanwaltschaft Angers veranlasste eine Durchsuchung der Räumlichkeiten der Organisation „Alvarium“ am 3. Juli 2023.
Im Zentrum von Lyon riefen am 2. Juli hunderte von ihnen ‚On est chez nous‘ (frz. ‚Wir sind zu Hause‘), in den Straßen von Chambéry riefen Aktivisten am nächsten Tag: ‚Français, réveille-toi, tu es chez toi!‘ (frz.‚Franzosen, wach auf, du bist zu Hause!‘), rassistische Kampfbegriffe, die sich auf die rechte Verschwörungstheorie des Großen Austauschs beziehen.
Das Monument aux Martyrs de la Déportation et de la Résistance in Nanterre, das den während des Zweiten Weltkriegs in Konzentrationslagern ermordeten französischen Deportierten gedenkt, wurde mit Graffiti beschmiert; der Spruch „Wir werden mit euch eine Shoah veranstalten!“ (on va vous faire une Shoah) wurde im unmittelbaren Umfeld gesprüht.

Ausschreitungen und Gewalt
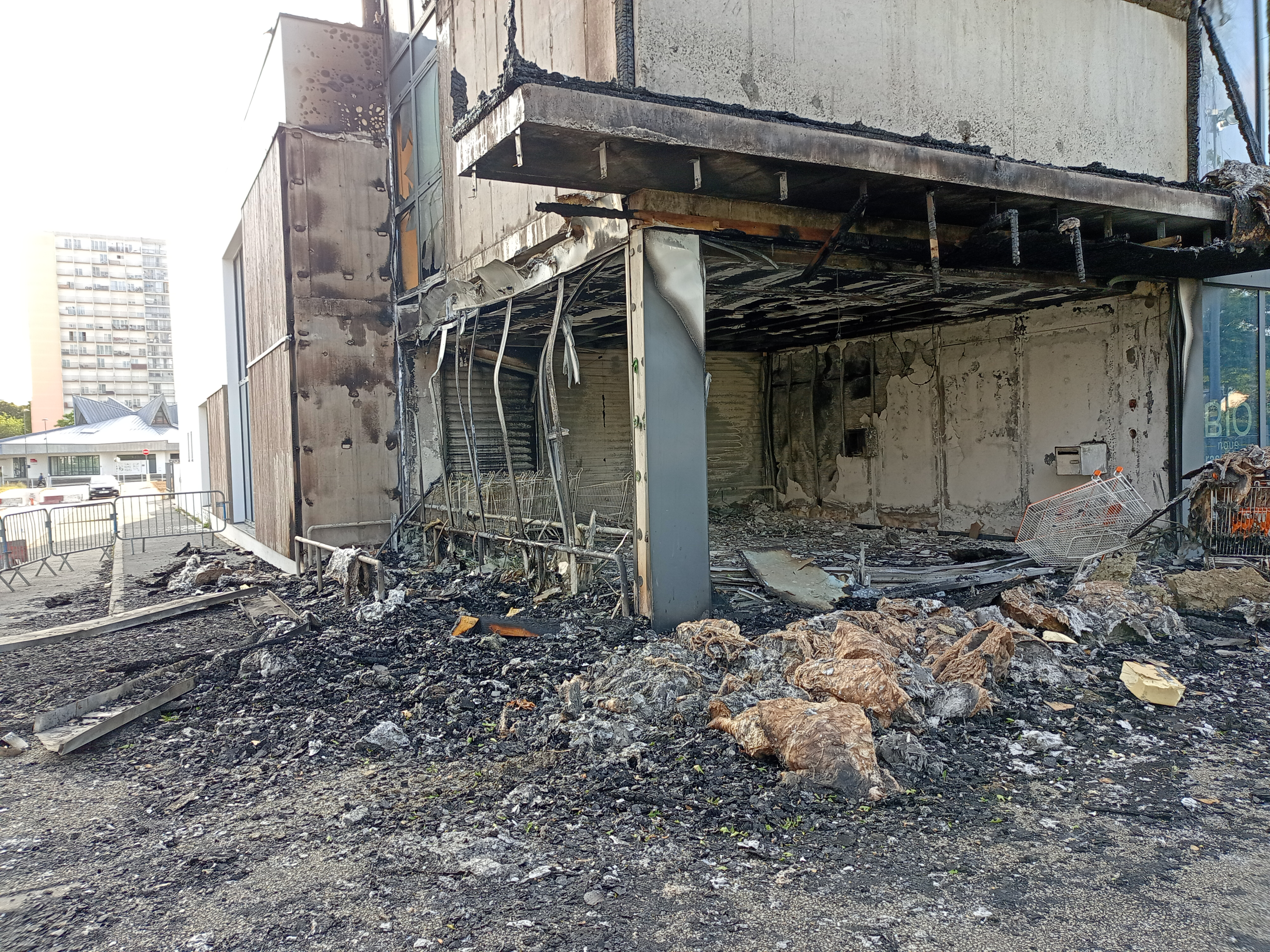
Brest
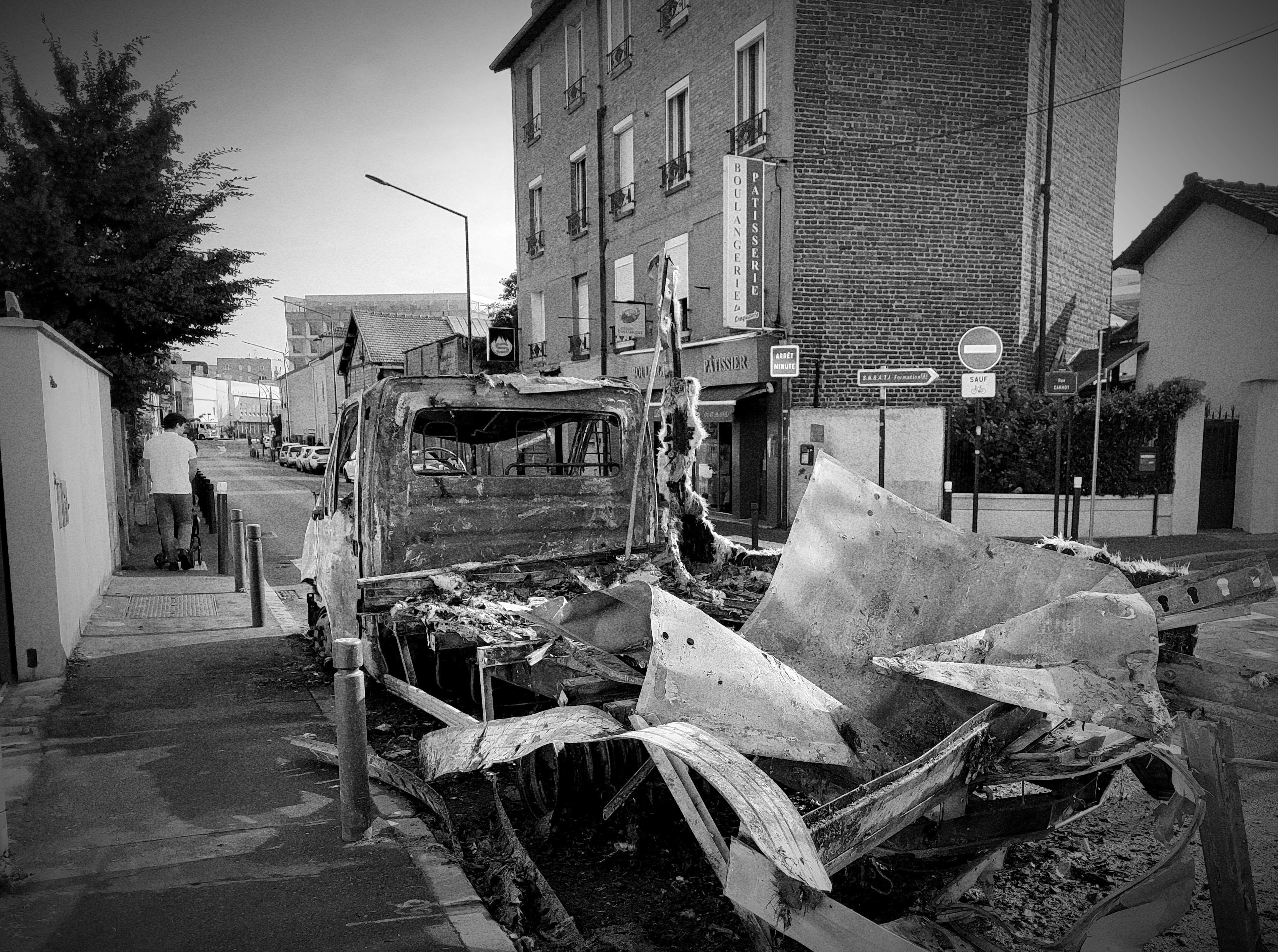
Villejuif
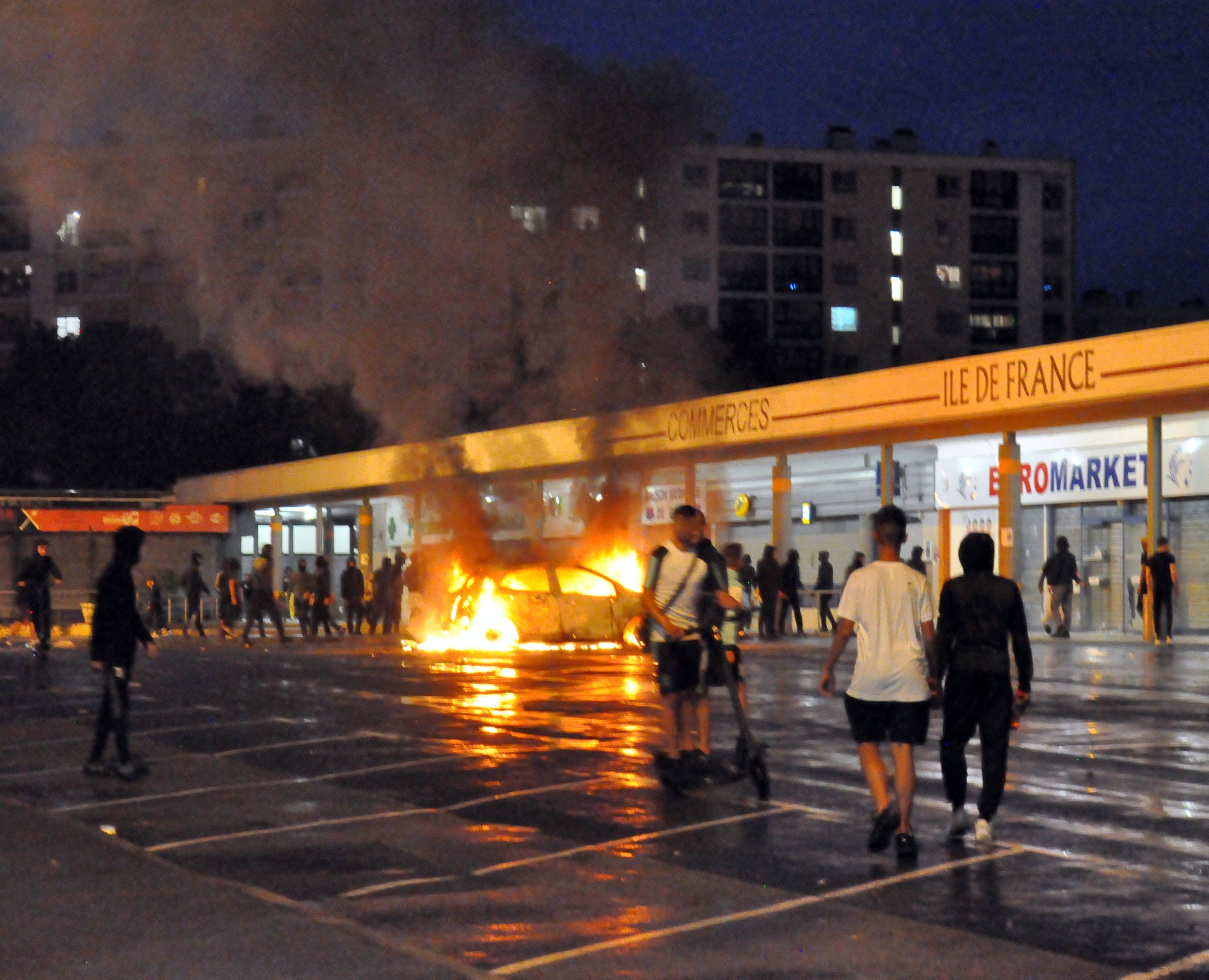
Planoise
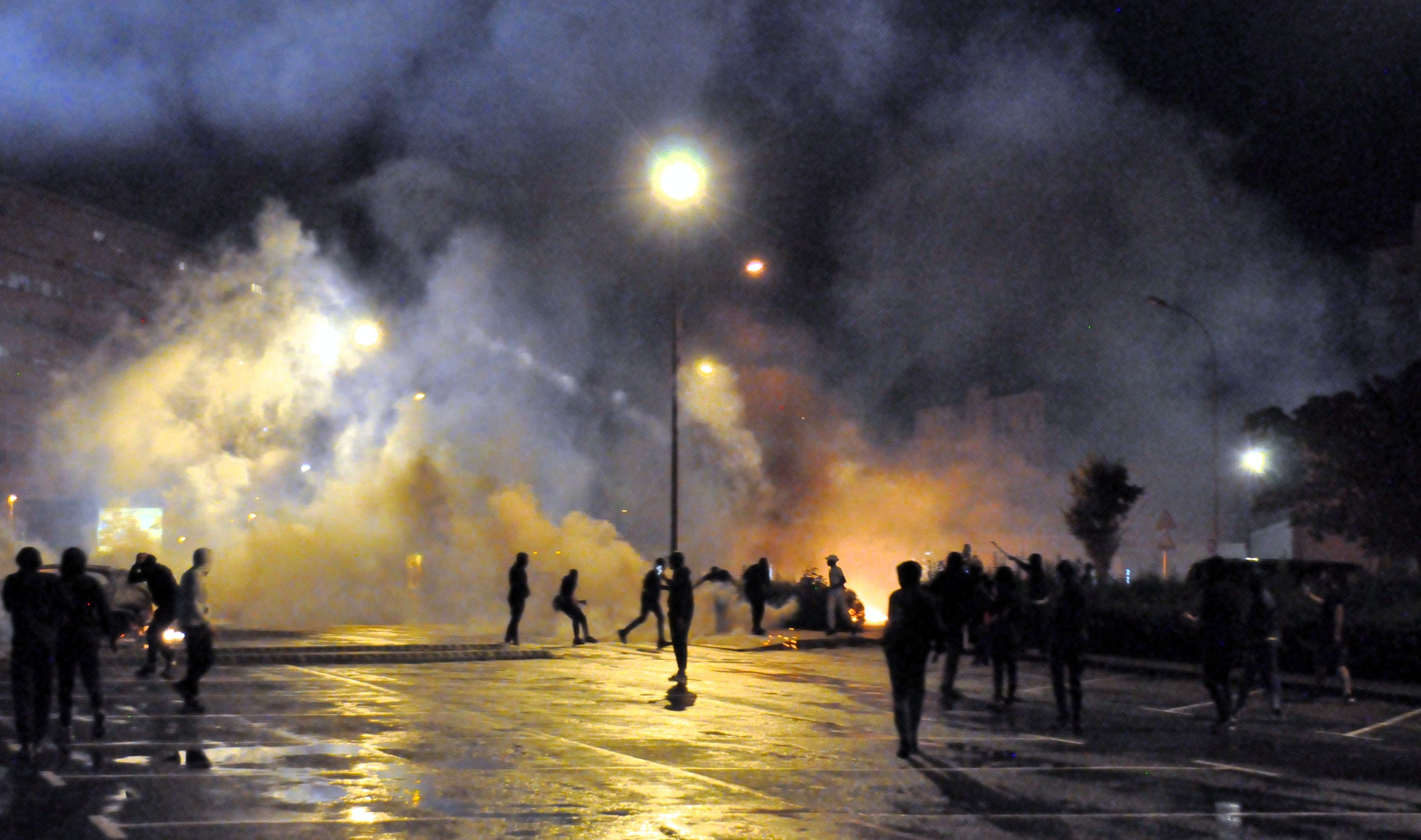
Planoise

Innenminister Gérald Darmanin erklärte im Senat, bei den 4000 Aufgegriffenen habe der Ausländeranteil weniger als 10 % betragen, 90 % seien französische Staatsbürger. Das Durchschnittsalter habe 17 Jahre betragen, es seien auch 12- und 13-Jährige von den Sicherheitskräften aufgegriffen worden. Er wies jede identitäre Deutung der Ereignisse zurück und wiederholte, dass der Polizist, der Nahel M. bei einer Verkehrskontrolle erschossen hatte, „sich offensichtlich nicht an das Gesetz gehalten hat“.

### Überseegebiete und andere Länder
Bei weiteren Unruhen außerhalb Kontinental-Frankreichs, die durch Merzouks Tod ausgelöst wurden, starb am 29. Juni in Cayenne in Französisch-Guayana ein unbeteiligter 50-Jähriger auf dem Balkon seiner Wohnung durch einen Schuss, der aus den Reihen von Plünderern abgegeben wurde.
In Belgien wurden am 29. Juni in Brüssel einige Brände gelegt und eine Person wegen Rebellion verhaftet. Insgesamt wurden in Brüssel und Lüttich in zwei Tagen etwas mehr als 100 Personen, darunter viele Minderjährige, festgenommen, die meisten von ihnen präventiv. In der Schweiz waren von sieben Personen, die in Lausanne wegen des Einbrechens von Schaufenstern verhaftet wurden, sechs Minderjährige, von denen einige keine Schweizer Staatsbürgerschaft hatten. In der kanadischen Stadt Montréal fand eine Demonstration mit etwa 100 Personen vor dem Eaton Centre statt, bei der es zu einer Morddrohung gegen einen Polizisten kam.

## Schadensbilanz
Symbole des Staates wie Rathäuser, Schulen, rund 250 Polizeistationen sowie zahlreiche andere Gebäude wurden angegriffen. Nach Angaben des französischen Innenministeriums wurden bis zum 3. Juli 2023 mehr als 5.000 Fahrzeuge sowie fast 1.000 Gebäude in Brand gesteckt oder beschädigt. 700 Beamte wurden während der Ausschreitungen verletzt. Bis zum 4. Juli 2023 waren allein in der Region Île-de-France 140 Gemeinden von den Unruhen erfasst worden und 18 Rathäuser oder deren Außenstellen sowie 36 Wachen der Police municipale in Brand gesetzt oder anderweitig beschädigt worden. 39 Busse und ein Straßenbahnzug brannten in der Region aus; der Verkehrsverbund Île-de-France Mobilités schätzte den Gesamtschaden auf 20 Millionen Euro. Das Bildungsministerium verzeichnete Vandalismusakte an 243 Schulen in ganz Frankreich. 60 davon erlitten nennenswerte Beschädigungen, 10 wurden ganz oder teilweise zerstört. Von 7000 Postämtern im Land wurden 150 beschädigt; 80 mussten daraufhin zunächst geschlossen bleiben. Wirtschaftsminister Bruno Le Maire teilte mit, über 1000 Geschäfte seien vandalisiert worden. Besonders stark getroffen wurden die Tabakgeschäfte (Bureaux de tabac). Nach Angaben des Ministeriums waren 437 von ihnen betroffen. Drei Viertel davon seien geplündert und 10 % völlig zerstört worden.
Die französische Arbeitgebervereinigung MEDEF schätzte am 3. Juli 2023 die Unruhen hätten zu Schäden von mehr als einer Milliarde Euro geführt, mehr als 200 Geschäfte seien geplündert und 300 Bankfilialen zerstört worden. Der Verband der französischen Versicherungsunternehmen (Fédération de l’assurance) gab am 11. Juli 2023 bekannt, die Summe der bei den Versicherern gemeldeten Schäden durch die Unruhen betrage 650 Millionen Euro. Damit überstieg sie den Gesamtschaden der landesweiten, drei Wochen lang dauernden Unruhen von 2005 (204 Millionen Euro) sowie diejenige der Proteste der Gelbwestenbewegung 2019. Etwa 35 % der Summe betreffe öffentliche Einrichtungen, bei 55 % handle es sich um Schäden an privaten Geschäften. Insgesamt waren bis dahin 11.300 Schadensfälle bei den Versicherungen gemeldet worden.

## Reaktionen
Präsident Macron verschob wegen der Unruhen seine dreitägige Deutschlandreise zum 60. Jahrestag des Élysée-Vertrags. Von Teilen der Opposition wurde der Regierung vorgeworfen, zu schwach zu regieren, auch weil diese nicht den Ausnahmezustand verhängt hatte.
Die Großmutter des 17-Jährigen rief im Fernsehen die Randalierenden zur Ruhe auf und erklärte, sie nützten Nahels Tod als Vorwand.
Nach dem Abflauen der Unruhen forderte der Parteivorsitzende der rechtsrepublikanischen Partei Les Républicains, Laurent Wauquiez, am 13. Juli 2023 eine Union sacrée, also die Aussetzung sonstiger innenpolitischer Auseinandersetzungen unter den politischen Parteien, zur Wiederherstellung der seiner Meinung nach weiterhin nicht wieder hergestellten öffentlichen Ordnung. Er forderte drastische repressive Maßnahmen, darunter die „Abschiebung aller gewalttätigen Ausländer“, einen „Inhaftierungs-Schock“ mit „Mindesthaftstrafen ab der ersten Gewalttat gegen Personen“ und die Aussetzung der Sozialhilfe für Straftäter und deren Eltern. Die Führungsfigur des rechtsextremen Rassemblement National, Marine Le Pen, erklärte im Fernsehsender France 2, dass „Armut nicht die Ursache für diese Ausschreitungen“ sei, sondern schrieb sie dem „Einwanderungsproblem“ zu. Die linksextreme Partei La France insoumise (LFI) hingegen schloss sich Aufrufen zu „Bürgermärschen“ gegen ihrer Ansicht nach diskriminierende Polizeitaktik und Sozialpolitik an. Die Partei wurde aus dem Regierungslager sowie von konservativen und rechtspopulistischen Parteien scharf angegriffen, weil sie den gewalttätigen Aufruhr nicht deutlich verurteilt hatte. LFI-Gründer Jean-Luc Mélenchon erwiderte, keiner seiner Parteifreunde habe zu Aufruhr oder Brandstiftung aufgerufen. Er fügte jedoch hinzu, die Linke solle sich niemals von den Gemeinschaften distanzieren, die sie vertrete, selbst im Angesicht von „Widersprüchen“.
Zahlreiche Städte und Gemeinden im Großraum Paris sowie in anderen Regionen Frankreichs sagten die Festveranstaltungen zum Nationalfeiertag am 14. Juli 2023 ab, insbesondere auch das üblicherweise am Vorabend veranstaltete Feuerwerk, weil befürchtet wurde, diese könnten Anlass für erneute Ausschreitungen werden.

## Dokumentationen
- Spiegel TV: Armut, Frust, Gewalt in Frankreich »Das ist Krieg« 4. Juli 2023, 8:08 min.